# Xian de Qi (Kaifeng)
Pour les articles homonymes, voir Qi.
Le xian de Qi (杞县 ; pinyin : Qǐ Xiàn) est un district administratif de la province du Henan en Chine. Il est placé sous la juridiction de la ville-préfecture de Kaifeng.

## Démographie
La population du district était de 1 031 425 habitants en 1999.